# Bernard Niquet
Pour les articles homonymes, voir Niquet.
Bernard Niquet, né le 22 février 1946 à Lyon et mort le 10 novembre 2011 à Clamart, est un préfet français, conseiller d'État en service extraordinaire[Quoi ?].

## Biographie
Il commence sa carrière en 1974, comme attaché au cabinet du préfet de Paris. Puis, dès 1977, année de l’élection de Jacques Chirac à la mairie de Paris, Bernard Niquet est nommé chef du service de presse de la ville-capitale.
Administrateur hors classe en 1984, directeur général de l’information et de la communication en 1988, il travaille à la mairie de Paris durant les trois mandats de Jacques Chirac. En septembre 1995, après l’élection de Jacques Chirac à la Présidence de la République, il entre à l’Élysée. Officiellement conseiller technique à la présidence de la République, il faisait office de directeur de cabinet de Bernadette Chirac.
Jacques Chirac le nomme Préfet des Yvelines en 2003, puis de la région Poitou-Charentes et de la Vienne en 2006.
Il a été préfet de la région Lorraine, préfet de la Zone de Défense-Est et préfet de Moselle du 21 juin 2007 au 25 novembre 2010.
Le Conseil des Ministres du 24 novembre 2010 l'a nommé au Conseil d'État en « service extraordinaire ».
Il meurt le 10 novembre 2011 et est enterré au cimetière de Vaugirard.

## Affaire Vrenezi
M. Niquet et la préfecture de Moselle furent au centre d'une affaire polémique à la suite de l'expulsion « musclée » d'un adolescent polyhandicapé kosovar (et de sa famille) le 3 mai 2010. Celui-ci était en situation irrégulière en France au moment des faits. L'expulsion a suscité notamment l'indignation de l'Association des Paralysés de France. (APF),,,.
Ardi Vrénezi vit désormais en France avec sa famille.

## Décorations
- Officier de la Légion d'honneur Il est fait chevalier le 13 juillet 1995[10], puis est promu officier le 6 avril 2007[11].
- Commandeur de l'ordre national du Mérite Il est directement fait officier le 13 mai 2005[12], et est promu commandeur le 11 novembre 2010[13].
- Médaille d'honneur de l'administration pénitentiaire, argent (2007)[14]

## Dans la culture populaire
Dans le film Bernadette, sorti en 2023, il est incarné par Denis Podalydès, et porte le surnom de Mickey, dans son rôle de conseiller en communication auprès de la Première Dame de France, Bernadette Chirac, elle-même jouée par Catherine Deneuve.